# Естебан Бургос
Естебан Бургос (ісп. Esteban Burgos, нар. 9 січня 1992, Сальта) — аргентинський футболіст, захисник іспанського клубу «Малага».

## Ігрова кар'єра
Народився 9 січня 1992 року в місті Сальта. Вихованець футбольної школи клубу «Хімнасія-і-Тіро». Дорослу футбольну кар'єру розпочав 2012 року в основній команді того ж клубу, в якій провів один сезон.
Згодом протягом 2013–2014 років грав за «Тальєрес», «Годой-Крус» і «Росаріо Сентраль».
2017 року перебрався до Іспанії, ставши гравцем «Алькоркона», а за два роки перебрався до «Ейбара».